# Asperula tenuissima
Asperula tenuissima là một loài thực vật có hoa trong họ Thiến thảo. Loài này được K.Koch mô tả khoa học đầu tiên năm 1851.